# Senjang
Senjang (沈阳, pinjin: Shĕnyáng, mandzsu nyelven: Mukden) Liaoning tartomány fővárosa Kína északkeleti részén, egyben Mandzsúria legnépesebb és Kína negyedik legnépesebb városa. Nevét a tőle délről lévő Hun-folyóról kapta, amelyet régen Sen (Shen)nek neveztek, jelentése a „Sen (Shen)-folyó északi partja”. Fontos nehézipari és kereskedelmi központ, szárazföldi és légi közlekedési csomópont, területén 5 vasútvonal halad át, és Mandzsúria más részeivel autópályák is összekötik. Központjában a Főpályaudvar található, amelyet még az oroszok építettek a 20. század elején, és korának legnagyobb ázsiai pályaudvara volt. A város déli részén található az északkeleti régió legnagyobb repülőtere, a Senjang Taohszien (Shenyang Taoxian) Nemzetközi Repülőtér, számos belföldi, illetve nemzetközi járattal – többek között Frankfurtba, Szöulba, Tokióba és Szingapúrba. Közigazgatási területe 13 000 km², amelyen 10 városi kerület, 1 alárendelt város és 2 megye található.

## Története
Már kétezer évvel ezelőtt is éltek emberek a területen. A várost magát Nurhacsi mandzsu vezető alapította 1625-ben Sencsing (Shenjing) néven, amelynek jelentése „főváros a Sen (Shen) partján”, és fővárosként használta. Kína leigázása után Peking lett az új főváros, és ez a Fengtien (Fengtian) nevet kapta, amelyet egészen 1928-ig megtartott, amikor Senjang (Shenyang)ra változtatták. Itt zajlott 1905-ben az orosz–japán háború döntő mukdeni csatája, és itt esett meg 1931-ben a mukdeni incidens, amely a Mandzsukuo megalakulásához vezetett. A bábállam fennállása idején neve ismét Fengtien (Fengtian)re változott.

## Népesség
| Lakosok száma | 7 203 717 | 8 106 171 | 9 070 093 |
|               | 2000      | 2010      | 2020      |

## Földrajz
Senjang iparát sok város kereskedelme teszi gazdagabbá. Északra van Senjangtól Yuguo, Hushitai, Faku és Jinjiazhen. Észak-keletre található Daguja, nagyobb város Liaoyuan és Siping. Keletre Fushun, Nanzamu, Tonghua, Yayuan van. Dél-keletre található Senjangtól Chenxiangtun, Benxi, Tianshifu, Balidianzi. Senjangtól déli irányban van Sujiatun, Liaoyang, Anshan, Ximucheng. Dél-nyugatra van Liozhong, Panshan, Jianzhou. Nyugatra található Heishan, Beizhen, Beipiao, Chaoyang. Senjangtól van észak-nyugati irányba Xinmin, Xinlitun, Fuxin és Bugt.

## Közlekedés

### Helyi közlekedés
A városban metró is működik.

### Vasút
Távolsági vasútállomása a Senjang déli vasútállomás.

## Látnivalók

### Mukdeni császári palota
A palota a pekingi Tiltott Város mintájára épült, bár mandzsu és tibeti stílusjegyek is felfedezhetők benne. Első épületeit Nurhacsi, a Csing (Qing)-dinasztia alapítója építtette 1625-ben. 1631-ben fia, Hong Taidzsi kibővítette az épületegyüttest. Miután 1644-ben a Csing (Qing)-dinasztia Pekingbe helyezte székét, a senjang (shenyang)i palota elvesztette korábbi jelentőségét és regionális szintre süllyedt. 1955-től múzeumként működik, 2004 óta a Világörökség része.

### Fuling síremlék
A Tungling (Dongling) kerületben található Fuling síremlék Nurhacsinak és feleségének a sírja. Ez a kiterjedt épületegyüttes a Csing-dinasztia korában különböző ceremóniák színhelyéül szolgált. 2004 óta a Világörökség része.

### Senjangi botanikuskert
A Tungling (Dongling) kerületben, kb. 200 hektáron terül el. 1700 növényfaj található a kertben, főleg az északkeleti mandzsúriai régióból. A többek között Mandzsúriában honos koreai cirbolyafenyő is megtalálható benne. Tavasszal tulipánok, nyáron bazsarózsák, liliomok, rózsák és dáliák, ősszel krizantémok sokaságában gyönyörködhetünk a kertben. 2006-ban itt rendezték meg a nemzetközi kertészeti kiállítást.

### Földünk legősibb meteoritja
Senjang (Shenyang) Tungling (Dongling) kerületében található a földön található legősibb (feltehetőleg 4,5 milliárd éves) meteorit. Ez a 160 m hosszú, 54 m széles, kétmillió tonnás meteorit becslések szerint 1,9 milliárd éve csapódott bolygónkba. A becsapódás következtében a meteorit több részre szakadt, melyből 18-at sikerült eddig megtalálniuk a kutatóknak, ezek a legnagyobb meteoritdarabtól dél irányban terülnek el. A meteoritok ma a Meteorit-hegy Erdőparkban (陨石山国家森林公园; Jünsi San Kuocsia Kungjüan (Yunshi Shan Guojia Senlin Gongyuan)) tekinthető meg, ahol a meteorit felderítése még a mai napig folyamatban van, a kráter méretének megállapítása sem történt eddig meg.

### Különös lejtő
1990-es felfedezése óta turisták sokaságát vonzza a Senjang (Shenyang)tól 30 km-re északkeletre fekvő különös lejtő. Ennek a 80 méter hosszú és 15 méter széles lejtőnek a különlegessége, hogy látszólag a gravitáció törvényével ellentétesen viselkedik. A lejtőn könnyedén, erőkifejtés nélkül fel lehet gurulni kerékpárral vagy gépkocsival, lefelé viszont keményen kell tekerni, illetve gázt kell adni. A kutatók nagy része mágneses mező befolyását sejti a jelenség mögött, amely megfelelő bizonyítékok hiányában máig rejtély maradt.